# 岑偉宗
岑偉宗，香港作詞人。主力創作為音樂劇及舞台劇，同時也翻譯戲劇及歌詞。其詞作亦散見於電影、電視及流行曲，是少數同時涉足正統、流行、銀幕、舞台界別的專業塡詞人。
其作詞曾獲第32屆香港電影金像獎最佳原創電影歌曲獎、第43屆台灣電影金馬獎最佳原創電影歌曲獎，兩度獲香港CASH金帆音樂獎，以及四奪香港舞台劇獎最佳原創曲詞獎等。

## 生平
岑偉宗於廣州出生，於五歲時移居香港。香港浸會大學中文系文學士，香港大學哲學碩士，受業於謝錫金博士門下，論文題目為「香港專業舞台劇作家寫作思維過程模式研究：構思及衍生意念」。曾任中學教師，利用公餘時間撰寫戲劇評論，其所著文章散見於《信報》、《越界》及《經濟日報》等，亦曾是《文匯報》戲劇評論專欄的作者之一。後轉職成人敎育機構，並兼課於專上教育機構，如香港演藝學院戲劇學院及都会大学語文及教育學院兼職導師。
中學時代開始參與戲劇活動，曾任浸大劇社幹事，畢業後以公餘時間加入多個劇社，參與台前幕後工作。2023年擔任第60屆金馬獎複選及決選評審委員。

### 填詞人生涯
1994年，岑偉宗為前市政局三大藝團－香港中樂團、香港舞蹈團、香港話劇團的大型原創音樂劇《城寨風情》填詞，開始發展其為專業劇團填詞之路。今天岑偉宗仍然主力創作音樂劇及舞台劇歌曲。其音樂劇詞作亦曾在香港以外地區上演，如北京、上海、台北及澳門等。
近年之作品包括爲電影《大上海》主題曲《定風波》作詞、迪士尼動畫《魔雪奇緣》廣東話版全部歌曲作詞、原創音樂劇《穿Kenzo的女人》編劇及作詞、華策電視劇《大當家》主題曲、片尾曲及插曲作詞、電影《暴瘋語》的主題曲《暴風語》作詞、《捉妖記》國粵語版歌詞、彼思動畫短片《LAVA》粵語版歌詞等。

## 主要作品

### 音樂劇、舞台劇、舞劇
- 《雄獅少年》（原創音樂劇）
- 《穿KENZO的女人》（原創音樂劇）
- 《四川好人》（原創音樂劇）
- 《大狀王》（原創音樂劇）
- 《維多利雅講》（無伴奏說唱劇場）
- 《阿飛正轉》（無伴奏人聲音樂劇）
- 《奮青樂與路》載譽重演 Rerun（音樂劇）
- 《維多利雅講》（無伴奏說唱劇場）
- 《弟子規》（舞劇）
- 《祝你女途愉快》（歌廳演出）
- 《奮青樂與路》（音樂劇）
- 《仲夏夜之夢》2.0（音樂劇）
- 《頂頭鎚》（音樂劇）
- 《大殉情》（音樂劇）
- 《仲夏夜之夢》（音樂劇）
- 《凌戲迫人》（音樂劇）
- 《太平山之疫》（音樂劇）
- 《再見十二浦》（話劇）
- 《杜老誌》（話劇）
- 《完美之作》（音樂劇）
- 《螺絲小姐》（音樂劇）
- 《我要高八度》（音樂劇）
- 《星海留痕》（舞台劇）
- 《大殉情》（音樂劇）
- 《一屋寶貝音樂廳》（音樂劇演唱會）
- 《射雕英雄傳》（舞劇）
- 《安‧非她命》（話劇）
- 《莎翁的情書》（音樂劇）
- 《寶石王子》（話劇）
- 《花木蘭》（舞劇）
- 《夜夜欠笙歌》（音樂劇場）
- 《隱形客教室》（音樂劇）
- 《美麗的一天》（音樂劇）
- 《一屋寶貝》（音樂劇演唱會）
- 《隱形客蝸居2012》（音樂劇）
- 《八仙過海前傳》（音樂劇場）
- 《我愛地球村》（大型兒童舞蹈詩）
- 《隱形客漫遊2011》（音樂劇）
- 《情話紫釵》（原創音樂劇場）
- 《一屋寶貝》（音樂劇）
- 《遍地芳菲》（話劇）
- 《車你好冇》（音樂劇場）
- 《黑天鵝》（話劇）
- 《雪山飛狐》（舞劇）
- 《頂頭鎚》（音樂劇）
- 《雪后》（原創音樂劇）
- 《梨花夢》（話劇）
- 《笑傲江湖》（原創舞劇）
- 《白蛇新傳》（原創音樂劇）
- 《細味人生》（原創音樂劇）
- 《香江花月夜》（音樂劇）
- 《但願人長久》（原創音樂劇）
- 《細鳳》（原創音樂劇）
- 《四川好人》（原創音樂劇）
- 《還魂香》（話劇）
- 《六朝愛傳奇》（音樂劇）
- 《聊齋新誌》（原創音樂劇）
- 《歷奇》（原創音樂劇）
- 《城市傳奇》（原創音樂劇）
- 《東方之珠禮贊》（大型聲樂作品）
- 《播音情人》（原創音樂劇）
- 《城寨風情》（原創音樂劇）

### 舞台劇翻譯
- 《假鳳虛鸞》（音樂劇）
- 《上個生暴人》（讀戲劇場）
- 《巴打修女騷一SHOW》（音樂劇）
- 《螺絲小姐》（音樂劇）
- 《狄更斯的快樂聖誕》（音樂劇）
- 《莎翁的情書》（音樂劇）
- 《13》（音樂劇）
- 《睡衣遊戲》（音樂劇）
- 《仙樂飄飄處處聞》（音樂劇）
- 《小島情尋夢》（音樂劇）
- 《點點隔世情》（音樂劇）
- 《三個女人唱出一個噓》（音樂劇）
- 《Othello樂與怒》（音樂劇）
- 《戀上你的歌》（音樂劇）
- 《十一隻貓》（音樂劇）
- 《仙樂飄飄處處聞》（音樂劇）
- 《夢斷維港》（音樂劇）
- 《邊邊正傳》（音樂劇）

## 出版及著作
| 出版日期  | 著作                                    | 出版社           | 國際標準書號       |
| 2011年3月 | 《上流力實戰篇－讓宅男飛》 與鄺永健合著 | 文化會社         | ISBN 9789881927958 |
| 2012年7月 | 《音樂劇場．事筆宜詞》                  | 同窗文化         | ISBN 9789881901972 |
| 2016年2月 | 《半步詞──由音樂劇到跨媒界的塡詞進路》  | 商務印書館(香港) | ISBN 9789620756733 |
| 2017年7月 | 《粵寫粵順戲──岑偉宗劇本選集》          | 藝文青           | ISBN 9789881477392 |

## 主要獎項及榮譽
| 年份 | 獎項／得獎作品                                                                     | 頒發機構                      |
| 2004 | 「香港戲劇傑出青年獎」                                                             | 香港電台、香港戲劇協會        |
| 2006 | 第43屆台灣金馬獎 「最佳原創電影歌曲獎」 《十字街頭》（如果。愛）                   | 台北金马影展执行委员会        |
| 2006 | 香港CASH金帆音樂獎 「最佳另類作品獎」                                              | 香港作曲家及作詞家協會 (CASH) |
| 2010 | 劇協銀禧年紀念獎－傑出填詞獎                                                       | 香港電台、香港戲劇協會        |
| 2011 | 香港CASH金帆音樂獎 「最佳正統音樂作品獎」 《張保仔傳奇》 作曲：盧厚敏 作詞：岑偉宗 | 香港作曲家及作詞家協會 (CASH) |
| 2012 | 第21屆香港舞台劇獎 「最佳原創曲詞獎」 《一屋寶貝》 作曲：高世章 作詞：岑偉宗       | 香港戲劇協會、香港電台        |
| 2013 | 第32屆香港電影金像獎 「最佳原創電影歌曲獎」 《定風波》 作曲：高世章 作詞：岑偉宗   | 香港电影金像奖协会            |
| 2014 | 第23屆香港舞台劇獎 「最佳原創曲詞獎」 《美麗的1天》 作曲：黃旨穎 作詞：岑偉宗      | 香港戲劇協會、香港電台        |
| 2017 | 第26屆香港舞台劇獎 「最佳原創曲詞獎」 《大殉情》 作曲：高世章 作詞：岑偉宗         | 香港戲劇協會、香港電台        |
| 2018 | 第27屆香港舞台劇獎 「最佳原創曲詞獎」 《奮青樂與路》 作曲：高世章 作詞：岑偉宗     | 香港戲劇協會、香港電台        |
| 2023 | 第31屆香港舞台劇獎 「填詞獎」 《大狀王》 作曲：高世章 作詞：岑偉宗                 | 香港戲劇協會、香港電台        |

## 風格及影響
提出粵語音樂劇歌詞具有「文、雅、妙、趣、俗、鄙」的六個語感層次之說法。

## 個人生活
岑偉宗已婚。2020年10月起定居台灣。

## 外部連結
- 官方网站
- （页面存档备份，存于）